# Upplands runinskrifter 639
Upplands runinskrifter 639 är ett försvunnet vikingatida runstensfragment som funnits i Skörby, Kalmar socken och Håbo kommun. Fragmentets höjd är omkring 0,5 meter och dess bredd cirka 0,85 meter.

## Inskriften
Translitterering av runraden:
[... ...tir : biarn : faþur : sin : uas su... ...]
Normalisering till runsvenska:
... [æf]tiʀ Biorn, faður sinn. Vas su[nn](?) ...
Översättning till nusvenska:
... efter Björn, sin fader. Han var son(?) ...